# Емельянов, Валерий Николаевич
Вале́рий Никола́евич Емелья́нов (24 мая 1929, Москва — 9 мая 1999, Москва) — советский и российский арабист и общественный деятель, преподаватель арабского языка и иврита, кандидат экономических наук.
Входил в так называемый «антисионистский кружок», бывший частью русского националистического движения в СССР, получившего известность как «русская партия». Один из основателей русского неоязычества, представитель «первой волны» российского неоязыческого движения, создатель псевдоисторической концепции о древнейшей цивилизации «арийцев-венедов», автор антисемитских идей. Основатель и председатель общества «Всемирный антисионистский и антимасонский фронт (ВАСАМФ) „Память“» (неоязыческое крыло ультраправого Общества «Память»), автор книг «Десионизация» и «Еврейский нацизм и азиатский способ производства». Один из наиболее заметных «антисионистов».

## Биография
Окончил в Москве Институт восточных языков МГУ. Работал референтом Никиты Хрущёва по ближневосточным делам.
В 1963 году попал под суд за плагиат в своей кандидатской диссертации. После отставки Хрущёва в 1967 году защитил диссертацию в Высшей партийной школе при ЦК КПСС, после чего преподавал политэкономию, арабский язык и иврит в Институте иностранных языков имени Мориса Тореза, Высшей партийной школе и ряде других вузов, работал переводчиком.
Хорошее знание арабского языка и особенности службы позволили Емельянову получить обширные связи в арабском мире, включая самых высокопоставленных лиц. Из этих источников он почерпнул своё понимание «сионизма». Являясь в начале 1970-х годов лектором Московского горкома партии, Емельянов призывал к «разоблачению» «жидомасонского заговора».
С Емельяновым консультировались и просто дружили члены «антисионистского кружка» и участники движения русских националистов, получившего известность как «русская партия», И. Милованов и Ю. С. Иванов. В течение 1970-х годов Емельянов тесно общался с другими развивавшими неоязыческую «арийскую» идею авторами, Валерием Скурлатовым и А. Ивановым (Скуратовым). Емельянову длительное время удавалось совмещать деятельность официального публициста и автора самиздата; в этом качестве он являлся уникальным примером в движении русских националистов. Его официальные публикации находились в общем русле «антисионистской» советской пропаганды.
Емельянов был автором одного из первых манифестов русского неоязычества — анонимного письма «Критические заметки русского человека о патриотическом журнале „Вече“», обнародованного в 1973 году. После появления заметок журнал в 1974 году был ликвидирован, а его редактор В. Осипов арестован. Это письмо Емельянова стало его первым выступлением в самиздате.
В 1970-х годах Емельянов написал книгу «Десионизация», впервые опубликованную в 1979 году на арабском языке в Сирии в газете «Аль-Баас» по указанию сирийского президента Хафеза Асада. Тогда же ксерокопии этой книги, якобы выпущенной Организацией освобождения Палестины в Париже, распространялись в Москве. Среди иллюстраций к этой книге были репродукции картин Константина Васильева на тему борьбы русских богатырей со злыми силами и, прежде всего, картины «Илья Муромец побеждает христианскую чуму», с того времени ставшей популярной у неоязычников.
Основная мысль этого объёмного и эклектического сочинения: «истинная» история человечества представляет собой скрытую от глаз обывателя борьбу язычников и дегенеративных евреев-«сионистов». Также в ней бегло пересказывается содержание «Велесовой книги» и основ неоязычества. Книга излагает версию теории «жидомасонского заговора». По мнению Емельянова, заговор «сионистов» и «масонов» был создан царём Соломоном, чтобы к 2000 году захватить власть над всем миром; в Храме Соломона якобы поклонялись дьяволу и приносили человеческие жертвы. Книга была переведена и издана в Израиле и нескольких европейских странах в качестве образца современного советского антисемитизма.
Кроме описания «истории», структуры и методики функционирования «сионо-масонского концерна», в книге помещался устав «Всемирного антисионистского и антимасонского фронта» (ВАСАМФ). В разделе «Принципы и задачи фронта» предусматривалось формирование его как «всемирной организации защиты от еврейского нацизма-сионизма» и освобождения всех народов мира, и главное славян, от «оккупации».
Распространявшаяся в самиздате запись лекции Емельянова в лектории Всесоюзного общества «Знание» содержала идею о евреях как профессиональном племени преступников, а также ряд циркулировавших в среде русских националистов устных мифологем, включая критику «еврейского влияния» Л. Брик на Владимира Маяковского, фильма Андрея Тарковского «Андрей Рублев» и др. Творческая деятельность Емельянова совмещалась с его конкретными акциями против «сионистов».
Распространение идей, описанных Емельяновым в книге «Десионизация» и на лекциях в обществе «Знание» в начале 1970-х годов вызвало международный протест, заявленный американским сенатором Джейкобом Джавицем советскому послу в США Анатолию Добрынину в 1973 году, после чего его лекции были прекращены.
Семён Резник писал, что в 1975 году Емельянову удалось добиться ликвидации масонской символики с посвящённой декабристам выставки. Участник «русской партии» С. Семанов в своем дневнике отмечал, что в 1977 году Емельянов направил в ЦК КПСС письмо с протестом против присутствия на выпущенном в оборот юбилейном рубле масонской символики, которую образовывали три перекрещивающихся орбиты спутников. У Емельянова состоялась беседа с секретарем по идеологии Михаилом Зимяниным, в результате чего решением Политбюро ЦК КПСС выпуск монет изъяли из обращения и отправили в переплавку.
В 1977 году Емельянов направил в ЦК КПСС докладную записку, в которой утверждал, что все советские евреи — «сионистские агенты». В связи с этим он требовал введения в школах, вузах и армии обязательного курса «научного антисионизма и антимасонства», создания научного института изучения «сионизма» и «масонства» при ЦК КПСС и т. п.. В записке он «разоблачал» «международную иудео-масонскую пирамиду». Емельянов предлагал создать «Всемирный антисионистский и антимасонский фронт», подобный антифашистскому фронту 1930—1940-x годов, поскольку, по его мнению, всем гоям мира угрожает опасность в лице всемирного сионистского владычества, которое должно наступить к 2000 году
В 1977—1978 годах Емельянов участвовал в деятельности «антисионистского кружка», на базе которого участники планировали создать Всемирный антисионистский и антимасонский фронт (ВАСАМФ) «Память». Кружком руководил Евгений Евсеев, племянник секретаря ЦК КПСС Б. Н. Пономарёва. Позже в 1979—1980 годах по примеру кружка было создано Общество книголюбов при Министерстве авиационной промышленности, в 1982 году ставшее Обществом «Память».
Семён Резник полагает, что Емельянов был автором антисемитской статьи в журнале «Москва», опубликованной в 1979 году под псевдонимом И. Бестужев. В этой статье, в частности, утверждалось, что иудаизм проповедует ненависть к неевреям и учит убивать лучших из них.
Емельянов стал обвинять в «сионизме» широкий круг лиц, включая правящую верхушку во главе с Генеральным секретарём ЦК КПСС Леонидом Брежневым. В начале 1980 года он пытался распространять копии «Десионизации» среди членов Политбюро ЦК КПСС и в его секретариате. По итогам разбирательства в Комиссии партийного контроля Емельянов был исключен из КПСС и отстранён от работы. Формальным основанием стало нарушение партийной дисциплины — издание книги за границей. С позиции ЦК КПСС самостоятельное издание книги, к тому же членом партии, было недопустимо. По этой причине, когда Емельянов на заседании КПК при ЦК КПСС 26 марта 1980 года ответил отказом на требование назвать лиц, которые помогли ему отпечатать книгу. Краткая еврейская энциклопедия связывает исключение с тем, что Емельянов назвал «сионистом» Леонида Брежнева. Исключение из партии означало крах его политической и общественной карьеры.
По информации А. Иванова (Скуратова), экспертом по «Десионизации» выступил Евгений Евсеев. Несмотря на то, что он был одним из интеллектуальных лидеров русских националистов, он расценил книгу как антисоветскую и антисемитскую. К тому времени между этими двумя главными идеологами антисионизма началось обострение теоретических разногласий, отражённое в серии самиздатских публикаций — их самих и их соратников.
10 апреля 1980 года Емельянов был арестован по обвинению в убийстве и расчленении топором своей жены, судим, признан невменяемым с диагнозом «шизофрения» и помещён в Ленинградскую спецпсихиатрическую больницу на шесть лет. По позднейшему утверждению присутствовавшего на суде наблюдателя, изрубить тело супруги топором на части и сжечь его на стройке Емельянова мотивировали подозрения в её сотрудничестве с сионистами. Свидетелем по этому делу проходил Александр Дугин. Емельянов был выпущен на свободу в 1986 году.
После выхода из психиатрической больницы в 1986 году Емельянов примкнул к Обществу «Память» Дмитрия Васильева и непродолжительное время считался одним из его лидеров. «Классическими произведениями» в обществе служили «Десионизация» Емельянова и «Христианская чума» А. М. Иванова (Скуратова). Емельянов разошёлся с Васильевым по идеологическим мотивам: Васильев полагал, что «сионисты» разрушали христианство в России, а Емельянов считал, что христианство было навязано России «сионистами».
В конце 1987 года Емельянов основал Всемирный антисионистский и антимасонский фронт (ВАСАМФ) «Память».
С конца 1989 года Емельянов стал открытым приверженцем неоязычества. Тогда он совместно с Клубом славяно-горицкой борьбы Александра Белова участвовал в создании «Московской языческой общины», первой неоязыческой общины Москвы, и принял неоязыческое имя Велемир. В 1990 году Белов исключил Емельянова и его сторонников, включая Алексея Добровольского (Доброслава) из общины за политический радикализм. В 1991 году Емельянов стал одним из учредителей «Славянского Собора». В 1992 году объявил себя «председателем Всемирного Русского правительства», но в начале 1990-х годов членами его организации были лишь несколько десятков человек, имевших в Москве свой военно-спортивный клуб. Предполагается, что их деятельность финансировалась из арабских стран. Во второй половине 1990-х годов Емельянов выступал за реставрацию монархии в России во главе с «династией Сталина» и предлагал правителем внука Сталина, полковника в отставке Евгения Джугашвили. В 1990-х годах Емельянов преподавал в Академии бронетанковых войск.
Ближе к концу жизни Емельянов в качестве политической фигуры сошёл со сцены. В 1997 году вместе с небольшим числом последователей он присоединился к малочисленному Русскому национально-освободительному движению (РНОД) А. М. Аратова и стал главным редактором газеты «Русская Правда».

## Идеи
В 1970-е годы существенной частью деятельности антисионистов и участников движения русских националистов, известного как «русская партия» Валерия Емельянова, Дмитрия Жукова, Валерия Скурлатова и А. Иванова (Скуратова) стала пропаганда неоязыческого и расистского мировоззрения. К неоязычеству эти авторы пришли через следующее теоретическое построение: поскольку всё, что исходит от евреев по определению является негативным, следовательно и христианство также было создано евреями для порабощения других народов. В качестве противовеса христианству авторы предлагали возврат к «исконной» религии древних славян или праславян, рассматриваемых ими как часть «древних ариев». Емельянов соединил в обобщённую теорию «арийские» идеи «Велесовой книги», антихристианский пафос А. Иванова (Скуратова) и изобразительный ряд работ Константина Васильева.
В письме «Критические заметки русского человека о патриотическом журнале „Вече“» (1973) Емельянов обвинял журнал в поблажках «международному сионизму», который «пострашнее фашистской чумы». Журнал был охарактеризован им как «сионистский предбанник». По его мнению, чтобы это издание было «по-настоящему» русским, оно должно было «публиковать материалы о никчемности научных работ сионистов-псевдоученых… задавать органам прокуратуры вопросы, на какие деньги сиониствующие покупают дачи и автомобили». Христианство и ислам автор называл «дочерними предприятиями от иудаизма», созданными, чтобы подчинить человечество евреям. Утверждалось, что «христианство вообще и православие в частности… были созданы как раз для стирания всего самобытного и национального, для превращения всех, кто их исповедует, в безродных космополитов». Русских автор призывал вернуться к древней вере в славянских языческих богов и «покончить с православием как предбанником иудейского рабства». Большевиков автор объявил единственной силой, способной спасти мир от «сионистского заговора».
В своей «Десионизации» (1970-е годы) Емельянов писал о великой русской дохристианской цивилизации, создавшей богатую письменность и культуру. Подобно другим неоязыческим авторам Валерию Скурлатову и Владимиру Щербакову, он широко использовал «Велесову книгу», якобы сохранившую остатки истинного русского мировоззрения, составлявшего «душу народа». Древних ариев, пришедших в Индию, он называл «арийцами-венедами», которые принесли на Индостан «нашу идеологию, сохранившуюся в основе индуизма и йоги». «Венеды», они же «арийцы», какое-то время господствовали также в Восточном Средиземноморье, дав название Палестине, которое, по Емельянову, означает «Опалённый стан». В стремлении изобразить «венедов», а не семитов создателями алфавита автор относил к ним и финикийцев. «Славяне-россы», или «венеды» заселяли всю континентальную Европу и Скандинавию вплоть до земель германцев. «Единственными автохтонами Европы являются венеды и прибалтийские арийцы», тогда как кельты и германцы якобы пришли из глубин Азии. «Венеды» составляли «становой хребет арийского языкового субстрата» и были главными хранителями «общеарийской» идеологии. Чистота языка и идеологии сохранилась только «на просторах от Новгорода до Чёрного моря», где дольше всего сохранялось представление о «триединстве трёх триединых троиц»: Правь-Явь-Навь, Сварог-Перун-Световид, Душа-Плоть-Мощь. На этой земле царил золотой век — «понятия зла не существовало», русичи жили в гармонии с природой, они не знали слепой покорности Богу, не имели ни святилищ, ни жрецов. Носителями «оккультной мощи» выступали женщины-йоги, что якобы вообще свойственно «арийцам».
Евреев Емельянов изображал дикарями, которые мигрировали в «арийскую» Палестину и присвоили «арийское» культурное наследие. Сам язык евреев якобы сложился под сильным «арийским» влиянием. «Диким евреям» удалось завоевать земли «славных арийцев» не военной силой и доблестью, а благодаря преступным действиям египетских и месопотамских жрецов, страшившихся «великорослого народа Рос или Рус», обитавшего в Малой Азии и Палестине:

Для уничтожения этой угрозы жрецы древности уже давно воспитывали и растили устойчивый преступный генотип гибридного характера, созданный на протяжении многих и многих веков на базе скрещивания древних профессиональных династий преступного мира чёрной, жёлтой и белой рас.
Позднее (1994) эта идея Емельянова вылилась в формулировку: «Евреи — это профессиональные древние преступники, которые сложились в определённую расу». По Емельянову, мир обречён на вечную борьбу двух почти космических сил — патриотов-националистов и «талмудических сионистов».
Со момента появления евреев стержнем мировой истории, по Емельянову, стала смертельная схватка «сионистов» (евреев) и «масонов» с остальным человечеством во главе с «арийцами» в борьбе за мировое господство. План этой борьбы якобы был разработан ещё царём еврейским Соломоном. Идея зловещей роли библейского царя Соломона восходит к памфлету русского мистика Сергея Нилуса, одного из первых издателей «Протоколов сионских мудрецов». Емельянов утверждал, что иудаизм требует человеческих жертвоприношений. Своей целью Емельянов ставил разоблачение замыслов «сионистско-масонского концерна», якобы замышлявшего создание всемирного государства к 2000 году. Мощным орудием в руках «сионизма» служит христианство, по Емельянову, созданное иудеями специально с целью порабощения остальных народов. Иисус у Емельянова был одновременно «обычным иудейским расистом» и «масоном», а князь Владимир Святославич наделялся еврейской кровью. Лишь «арийский» мир во главе с Россией был способен дать отпор «сионизму».
ВАСАМФ «Память» во главе с Емельяновым заявлял, что выступает от имени «большинства коренного населения каждой из стран мира» и ставил главной целью борьбу против угрозы господства «еврейского нацизма (сионизма)». Конечной своей задачей Фронт ставил установление во всех странах мира «антисионистской и антимасонской диктатуры», которая не посягала бы на особенности существующего государственного строя. Фронт объявлял начало «расовой борьбы», представляя её как борьбу за демократию, призванную спасти мир от ужасов, «уже испытанных народами России и Палестины». Особые симпатии Фронт проявлял по отношению к палестинцам, называя их братьями по страданиям от «геноцида со стороны еврейских нацистов» и заявляя о своей поддержке Организации освобождения Палестины. Ислам Емельянов объявил своим верным союзником в этой борьбе.

## Влияние
Имя Валерия Емельянова пользуется почётом у ряда русских неоязычников, считающих его «отцом-основателем». Многие идеи Емельянова получили распространение в славянском неоязычестве и праворадикальной среде: кража евреями великой «арийской» мудрости, народная этимология слова «Палестина», евреи как гибриды преступников разных рас и др. Последнее было воспринято такими авторами, как Александр Баркашов, Юрий Петухов, Ю. М. Иванов, Владимир Истархов. Ряд идей Емельянова из «Десионизации» прямо заимствованы писателем Юрием Сергеевым. Письмо 1973 года содержало основные компоненты идеологии политизированного крыла русского неоязычества: антисемитизм, идея «сионистского заговора», отвержение христианства как «еврейской религии», призыв возродить мировоззрение славяно-русского язычества.
Под влиянием Емельянова в фантастическую и паранаучную литературу о древних славянах вошёл ряд терминов-маркеров, упоминание которых указывает осведомлённым на то, что речь идёт о конкретной идеологии, но позволяет избежать обвинений в антисемитизме или расизме: «Опалённый стан» (Палестина); «Сиян-гора» (Сион); «Руса-салем» (Иерусалим); пращуры-степняки, путешествовавшие в древности по всей Евразии; Хазария как паразитическое государство (хазарский миф) и др.
Емельянов является автором одного из основных по мировоззренческой значимости русских неоязыческих мифов о еврейско-хазарском происхождении князя Владимира Святославича, из-за которого он и ввёл христианство, орудие порабощения «арийцев» евреями, что изложено в книге «Десионизация». Историк и религиовед Р. В. Шиженский характеризует эту идею как один из наиболее «одиозных» неоязыческих исторических мифов. Учёный писал, что миф Емельянова о князе Владимире в части происхождения князя строится исключительно на попытке соотнести и отождествить имена «Малк», «Малка», «Добрыня» с понятиями (даже не антропонимами), которые автор выводит из еврейского языка: «дабран» — хороший оратор, говорун, «малик» — царь, правитель. Шиженский отмечает, что неоязыческий миф о Владимире противоречит научным работам по данному вопросу и совокупности исторических источников, в частности свидетельствующих о широком распространении на Руси и славянском происхождении антропонима Малк.
На основании решения Мещанского районного суда города Москвы от 03.12.2008 книга «Десионизация» внесена в российский Федеральный список экстремистских материалов под номером 970.

## Публикации
- «Сионизм на службе антикоммунизма». Изложение лекции В. Н. Емельянова из серии «Современный антикоммунизм», состоявшейся в Малом зале лектория Всесоюзного общества «Знание» 7 февраля 1973 года. — Мюнхен: СДС. — Т. 28. АС № 1558.
- Критические заметки русского человека о патриотическом журнале «Вече» // Новый журнал. — 1975. — № 118.
- Десионизация: [международный сионизм]; 1-е изд. в 1970-х годах на арабском; в 1979 самиздат на русском (указано «Париж»).
  - Фрагменты «Десионизации» опубликованы в 1984 году в 4-м номере нью-йоркского праворадикального журнала «Русское самосознание» (издатель Н. Тетенов)[15].
  - Автобиография и Десионизация. Архивировано из оригинала 4 января 2010 года. — М.: Русская Правда, 2001. — тираж 5000 экз.
  - Десионизация. — М.: Русская Правда, 2005.
- Настоящая «Память» жива // Русская правда. 1994. № 3. С. 3.
- Еврейский нацизм и азиатский способ производства. books.google.ru. Дата обращения: 11 февраля 2023.. — М.: Русская Правда, 2004. — 127 с. — ISBN 5-9243-0061-7